# Brenda Villa
Brenda Villa (Los Ángeles, 18 de abril de 1980 - ) es una jugadora estadounidense de waterpolo.

## Biografía
Ha sido ganadora 1 vez del Trofeo Peter J. Cutino (2002).
En 2010 es elegida mejor deportista FINA de la década en la disciplina de waterpolo femenino.

## Clubes
- Associazione Sportiva Orizzonte Catania ( Italia)

## Títulos
Como jugadora de la selección estadounidense:
- Medalla de oro en los juegos olímpicos de Londres 2012
- Medalla de oro en los campeonatos del mundo de waterpolo de Roma 2009
- Medalla de plata en los juegos olímpicos de Pekín 2008
- Medalla de oro en los Pan American Games, Río de Janeiro 2007
- Medalla de oro en FINA World League, Montreal 2007
- Medalla de oro en los campeonatos del mundo de waterpolo de Melbourne 2007
- Medalla de oro en FINA World League, Cosenza 2006
- Medalla de plata en los campeonatos del mundo de waterpolo de Montreal 2005
- Medalla de bronce en los juegos olímpicos de Atenas 2004
- Medalla de oro en FINA World League, Long Beach 2004
- Medalla de oro en los Pan American Games, República Dominicana 2003